# 1054
Portal Geschichte | Portal Biografien | Aktuelle Ereignisse | Jahreskalender | Tagesartikel

◄ |
10. Jahrhundert |
11. Jahrhundert
| 12. Jahrhundert | ►

◄ |
1020er |
1030er |
1040er |
1050er
| 1060er | 1070er | 1080er | ►

◄◄ |
◄ |
1050 |
1051 |
1052 |
1053 |
1054
| 1055 | 1056 | 1057 | 1058 | ► | ►►
Staatsoberhäupter  · Nekrolog
| Januar | Januar | Januar | Januar | Januar | Januar | Januar | Januar |
| Kw     | Mo     | Di     | Mi     | Do     | Fr     | Sa     | So     |
| ------ | ------ | ------ | ------ | ------ | ------ | ------ | ------ |
| 52     |        |        |        |        |        | 1      | 2      |
| 1      | 3      | 4      | 5      | 6      | 7      | 8      | 9      |
| 2      | 10     | 11     | 12     | 13     | 14     | 15     | 16     |
| 3      | 17     | 18     | 19     | 20     | 21     | 22     | 23     |
| 4      | 24     | 25     | 26     | 27     | 28     | 29     | 30     |
| 5      | 31     |        |        |        |        |        |        |

| Februar | Februar | Februar | Februar | Februar | Februar | Februar | Februar |
| Kw      | Mo      | Di      | Mi      | Do      | Fr      | Sa      | So      |
| ------- | ------- | ------- | ------- | ------- | ------- | ------- | ------- |
| 5       |         | 1       | 2       | 3       | 4       | 5       | 6       |
| 6       | 7       | 8       | 9       | 10      | 11      | 12      | 13      |
| 7       | 14      | 15      | 16      | 17      | 18      | 19      | 20      |
| 8       | 21      | 22      | 23      | 24      | 25      | 26      | 27      |
| 9       | 28      |         |         |         |         |         |         |

| März | März | März | März | März | März | März | März |
| Kw   | Mo   | Di   | Mi   | Do   | Fr   | Sa   | So   |
| ---- | ---- | ---- | ---- | ---- | ---- | ---- | ---- |
| 9    |      | 1    | 2    | 3    | 4    | 5    | 6    |
| 10   | 7    | 8    | 9    | 10   | 11   | 12   | 13   |
| 11   | 14   | 15   | 16   | 17   | 18   | 19   | 20   |
| 12   | 21   | 22   | 23   | 24   | 25   | 26   | 27   |
| 13   | 28   | 29   | 30   | 31   |      |      |      |

| April | April | April | April | April | April | April | April |
| Kw    | Mo    | Di    | Mi    | Do    | Fr    | Sa    | So    |
| ----- | ----- | ----- | ----- | ----- | ----- | ----- | ----- |
| 13    |       |       |       |       | 1     | 2     | 3     |
| 14    | 4     | 5     | 6     | 7     | 8     | 9     | 10    |
| 15    | 11    | 12    | 13    | 14    | 15    | 16    | 17    |
| 16    | 18    | 19    | 20    | 21    | 22    | 23    | 24    |
| 17    | 25    | 26    | 27    | 28    | 29    | 30    |       |

| Mai | Mai | Mai | Mai | Mai | Mai | Mai | Mai |
| Kw  | Mo  | Di  | Mi  | Do  | Fr  | Sa  | So  |
| --- | --- | --- | --- | --- | --- | --- | --- |
| 17  |     |     |     |     |     |     | 1   |
| 18  | 2   | 3   | 4   | 5   | 6   | 7   | 8   |
| 19  | 9   | 10  | 11  | 12  | 13  | 14  | 15  |
| 20  | 16  | 17  | 18  | 19  | 20  | 21  | 22  |
| 21  | 23  | 24  | 25  | 26  | 27  | 28  | 29  |
| 22  | 30  | 31  |     |     |     |     |     |

| Juni | Juni | Juni | Juni | Juni | Juni | Juni | Juni |
| Kw   | Mo   | Di   | Mi   | Do   | Fr   | Sa   | So   |
| ---- | ---- | ---- | ---- | ---- | ---- | ---- | ---- |
| 22   |      |      | 1    | 2    | 3    | 4    | 5    |
| 23   | 6    | 7    | 8    | 9    | 10   | 11   | 12   |
| 24   | 13   | 14   | 15   | 16   | 17   | 18   | 19   |
| 25   | 20   | 21   | 22   | 23   | 24   | 25   | 26   |
| 26   | 27   | 28   | 29   | 30   |      |      |      |

| Juli | Juli | Juli | Juli | Juli | Juli | Juli | Juli |
| Kw   | Mo   | Di   | Mi   | Do   | Fr   | Sa   | So   |
| ---- | ---- | ---- | ---- | ---- | ---- | ---- | ---- |
| 26   |      |      |      |      | 1    | 2    | 3    |
| 27   | 4    | 5    | 6    | 7    | 8    | 9    | 10   |
| 28   | 11   | 12   | 13   | 14   | 15   | 16   | 17   |
| 29   | 18   | 19   | 20   | 21   | 22   | 23   | 24   |
| 30   | 25   | 26   | 27   | 28   | 29   | 30   | 31   |

| August | August | August | August | August | August | August | August |
| Kw     | Mo     | Di     | Mi     | Do     | Fr     | Sa     | So     |
| ------ | ------ | ------ | ------ | ------ | ------ | ------ | ------ |
| 31     | 1      | 2      | 3      | 4      | 5      | 6      | 7      |
| 32     | 8      | 9      | 10     | 11     | 12     | 13     | 14     |
| 33     | 15     | 16     | 17     | 18     | 19     | 20     | 21     |
| 34     | 22     | 23     | 24     | 25     | 26     | 27     | 28     |
| 35     | 29     | 30     | 31     |        |        |        |        |

| September | September | September | September | September | September | September | September |
| Kw        | Mo        | Di        | Mi        | Do        | Fr        | Sa        | So        |
| --------- | --------- | --------- | --------- | --------- | --------- | --------- | --------- |
| 35        |           |           |           | 1         | 2         | 3         | 4         |
| 36        | 5         | 6         | 7         | 8         | 9         | 10        | 11        |
| 37        | 12        | 13        | 14        | 15        | 16        | 17        | 18        |
| 38        | 19        | 20        | 21        | 22        | 23        | 24        | 25        |
| 39        | 26        | 27        | 28        | 29        | 30        |           |           |

| Oktober | Oktober | Oktober | Oktober | Oktober | Oktober | Oktober | Oktober |
| Kw      | Mo      | Di      | Mi      | Do      | Fr      | Sa      | So      |
| ------- | ------- | ------- | ------- | ------- | ------- | ------- | ------- |
| 39      |         |         |         |         |         | 1       | 2       |
| 40      | 3       | 4       | 5       | 6       | 7       | 8       | 9       |
| 41      | 10      | 11      | 12      | 13      | 14      | 15      | 16      |
| 42      | 17      | 18      | 19      | 20      | 21      | 22      | 23      |
| 43      | 24      | 25      | 26      | 27      | 28      | 29      | 30      |
| 44      | 31      |         |         |         |         |         |         |

| November | November | November | November | November | November | November | November |
| Kw       | Mo       | Di       | Mi       | Do       | Fr       | Sa       | So       |
| -------- | -------- | -------- | -------- | -------- | -------- | -------- | -------- |
| 44       |          | 1        | 2        | 3        | 4        | 5        | 6        |
| 45       | 7        | 8        | 9        | 10       | 11       | 12       | 13       |
| 46       | 14       | 15       | 16       | 17       | 18       | 19       | 20       |
| 47       | 21       | 22       | 23       | 24       | 25       | 26       | 27       |
| 48       | 28       | 29       | 30       |          |          |          |          |

| Dezember | Dezember | Dezember | Dezember | Dezember | Dezember | Dezember | Dezember |
| Kw       | Mo       | Di       | Mi       | Do       | Fr       | Sa       | So       |
| -------- | -------- | -------- | -------- | -------- | -------- | -------- | -------- |
| 48       |          |          |          | 1        | 2        | 3        | 4        |
| 49       | 5        | 6        | 7        | 8        | 9        | 10       | 11       |
| 50       | 12       | 13       | 14       | 15       | 16       | 17       | 18       |
| 51       | 19       | 20       | 21       | 22       | 23       | 24       | 25       |
| 52       | 26       | 27       | 28       | 29       | 30       | 31       |          |

| Januar | Januar | Januar | Januar | Januar | Januar | Januar | Januar |
| Kw     | Mo     | Di     | Mi     | Do     | Fr     | Sa     | So     |
| ------ | ------ | ------ | ------ | ------ | ------ | ------ | ------ |
| 52     |        |        |        |        |        | 1      | 2      |
| 1      | 3      | 4      | 5      | 6      | 7      | 8      | 9      |
| 2      | 10     | 11     | 12     | 13     | 14     | 15     | 16     |
| 3      | 17     | 18     | 19     | 20     | 21     | 22     | 23     |
| 4      | 24     | 25     | 26     | 27     | 28     | 29     | 30     |
| 5      | 31     |        |        |        |        |        |        |

| Februar | Februar | Februar | Februar | Februar | Februar | Februar | Februar |
| Kw      | Mo      | Di      | Mi      | Do      | Fr      | Sa      | So      |
| ------- | ------- | ------- | ------- | ------- | ------- | ------- | ------- |
| 5       |         | 1       | 2       | 3       | 4       | 5       | 6       |
| 6       | 7       | 8       | 9       | 10      | 11      | 12      | 13      |
| 7       | 14      | 15      | 16      | 17      | 18      | 19      | 20      |
| 8       | 21      | 22      | 23      | 24      | 25      | 26      | 27      |
| 9       | 28      |         |         |         |         |         |         |

| März | März | März | März | März | März | März | März |
| Kw   | Mo   | Di   | Mi   | Do   | Fr   | Sa   | So   |
| ---- | ---- | ---- | ---- | ---- | ---- | ---- | ---- |
| 9    |      | 1    | 2    | 3    | 4    | 5    | 6    |
| 10   | 7    | 8    | 9    | 10   | 11   | 12   | 13   |
| 11   | 14   | 15   | 16   | 17   | 18   | 19   | 20   |
| 12   | 21   | 22   | 23   | 24   | 25   | 26   | 27   |
| 13   | 28   | 29   | 30   | 31   |      |      |      |

| April | April | April | April | April | April | April | April |
| Kw    | Mo    | Di    | Mi    | Do    | Fr    | Sa    | So    |
| ----- | ----- | ----- | ----- | ----- | ----- | ----- | ----- |
| 13    |       |       |       |       | 1     | 2     | 3     |
| 14    | 4     | 5     | 6     | 7     | 8     | 9     | 10    |
| 15    | 11    | 12    | 13    | 14    | 15    | 16    | 17    |
| 16    | 18    | 19    | 20    | 21    | 22    | 23    | 24    |
| 17    | 25    | 26    | 27    | 28    | 29    | 30    |       |

| Mai | Mai | Mai | Mai | Mai | Mai | Mai | Mai |
| Kw  | Mo  | Di  | Mi  | Do  | Fr  | Sa  | So  |
| --- | --- | --- | --- | --- | --- | --- | --- |
| 17  |     |     |     |     |     |     | 1   |
| 18  | 2   | 3   | 4   | 5   | 6   | 7   | 8   |
| 19  | 9   | 10  | 11  | 12  | 13  | 14  | 15  |
| 20  | 16  | 17  | 18  | 19  | 20  | 21  | 22  |
| 21  | 23  | 24  | 25  | 26  | 27  | 28  | 29  |
| 22  | 30  | 31  |     |     |     |     |     |

| Juni | Juni | Juni | Juni | Juni | Juni | Juni | Juni |
| Kw   | Mo   | Di   | Mi   | Do   | Fr   | Sa   | So   |
| ---- | ---- | ---- | ---- | ---- | ---- | ---- | ---- |
| 22   |      |      | 1    | 2    | 3    | 4    | 5    |
| 23   | 6    | 7    | 8    | 9    | 10   | 11   | 12   |
| 24   | 13   | 14   | 15   | 16   | 17   | 18   | 19   |
| 25   | 20   | 21   | 22   | 23   | 24   | 25   | 26   |
| 26   | 27   | 28   | 29   | 30   |      |      |      |

| Juli | Juli | Juli | Juli | Juli | Juli | Juli | Juli |
| Kw   | Mo   | Di   | Mi   | Do   | Fr   | Sa   | So   |
| ---- | ---- | ---- | ---- | ---- | ---- | ---- | ---- |
| 26   |      |      |      |      | 1    | 2    | 3    |
| 27   | 4    | 5    | 6    | 7    | 8    | 9    | 10   |
| 28   | 11   | 12   | 13   | 14   | 15   | 16   | 17   |
| 29   | 18   | 19   | 20   | 21   | 22   | 23   | 24   |
| 30   | 25   | 26   | 27   | 28   | 29   | 30   | 31   |

| August | August | August | August | August | August | August | August |
| Kw     | Mo     | Di     | Mi     | Do     | Fr     | Sa     | So     |
| ------ | ------ | ------ | ------ | ------ | ------ | ------ | ------ |
| 31     | 1      | 2      | 3      | 4      | 5      | 6      | 7      |
| 32     | 8      | 9      | 10     | 11     | 12     | 13     | 14     |
| 33     | 15     | 16     | 17     | 18     | 19     | 20     | 21     |
| 34     | 22     | 23     | 24     | 25     | 26     | 27     | 28     |
| 35     | 29     | 30     | 31     |        |        |        |        |

| September | September | September | September | September | September | September | September |
| Kw        | Mo        | Di        | Mi        | Do        | Fr        | Sa        | So        |
| --------- | --------- | --------- | --------- | --------- | --------- | --------- | --------- |
| 35        |           |           |           | 1         | 2         | 3         | 4         |
| 36        | 5         | 6         | 7         | 8         | 9         | 10        | 11        |
| 37        | 12        | 13        | 14        | 15        | 16        | 17        | 18        |
| 38        | 19        | 20        | 21        | 22        | 23        | 24        | 25        |
| 39        | 26        | 27        | 28        | 29        | 30        |           |           |

| Oktober | Oktober | Oktober | Oktober | Oktober | Oktober | Oktober | Oktober |
| Kw      | Mo      | Di      | Mi      | Do      | Fr      | Sa      | So      |
| ------- | ------- | ------- | ------- | ------- | ------- | ------- | ------- |
| 39      |         |         |         |         |         | 1       | 2       |
| 40      | 3       | 4       | 5       | 6       | 7       | 8       | 9       |
| 41      | 10      | 11      | 12      | 13      | 14      | 15      | 16      |
| 42      | 17      | 18      | 19      | 20      | 21      | 22      | 23      |
| 43      | 24      | 25      | 26      | 27      | 28      | 29      | 30      |
| 44      | 31      |         |         |         |         |         |         |

| November | November | November | November | November | November | November | November |
| Kw       | Mo       | Di       | Mi       | Do       | Fr       | Sa       | So       |
| -------- | -------- | -------- | -------- | -------- | -------- | -------- | -------- |
| 44       |          | 1        | 2        | 3        | 4        | 5        | 6        |
| 45       | 7        | 8        | 9        | 10       | 11       | 12       | 13       |
| 46       | 14       | 15       | 16       | 17       | 18       | 19       | 20       |
| 47       | 21       | 22       | 23       | 24       | 25       | 26       | 27       |
| 48       | 28       | 29       | 30       |          |          |          |          |

| Dezember | Dezember | Dezember | Dezember | Dezember | Dezember | Dezember | Dezember |
| Kw       | Mo       | Di       | Mi       | Do       | Fr       | Sa       | So       |
| -------- | -------- | -------- | -------- | -------- | -------- | -------- | -------- |
| 48       |          |          |          | 1        | 2        | 3        | 4        |
| 49       | 5        | 6        | 7        | 8        | 9        | 10       | 11       |
| 50       | 12       | 13       | 14       | 15       | 16       | 17       | 18       |
| 51       | 19       | 20       | 21       | 22       | 23       | 24       | 25       |
| 52       | 26       | 27       | 28       | 29       | 30       | 31       |          |

## Ereignisse

### Politik und Weltgeschehen

#### Osteuropa
- 20. Oktober: Isjaslaw I. wird als Nachfolger seines Vaters Jaroslaw des Weisen Großfürst von Kiew.
- Russische Chroniken erwähnen erstmals Oghusen und Kumanen am Nordrand des Schwarzen Meeres.

#### Heiliges Römisches Reich
- 17. Juli: Heinrich IV. wird als Mitkönig seines Vaters Heinrich III. zum römisch-deutschen König gekrönt.

#### Frankreich

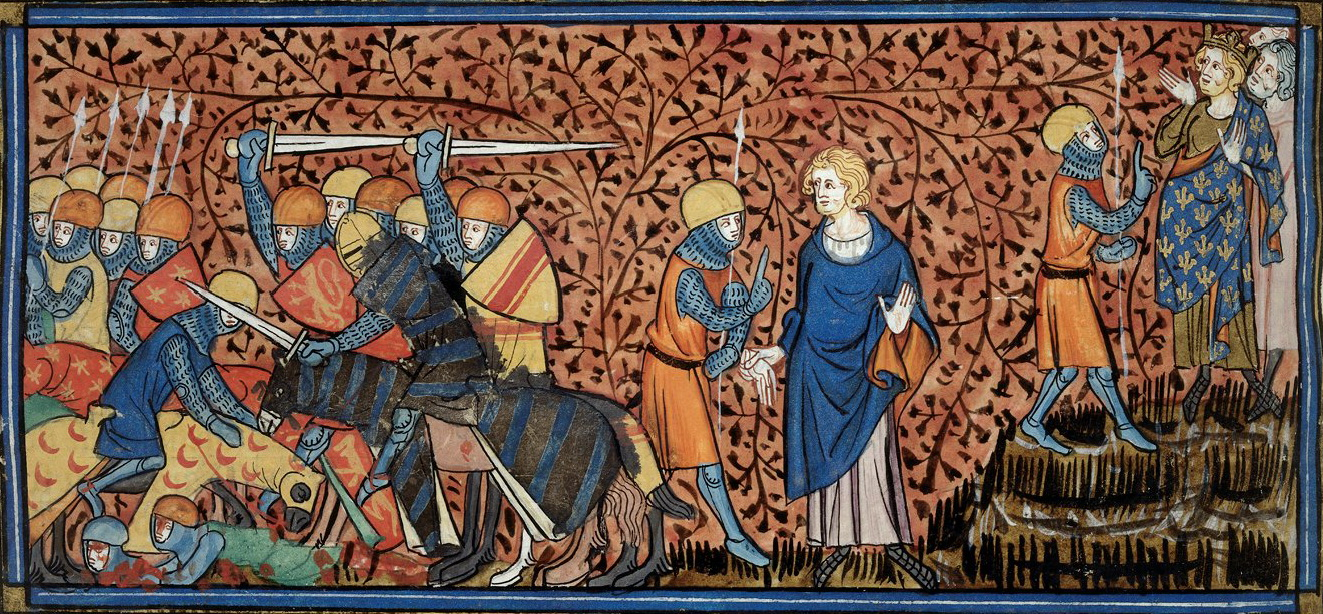
Wilhelm der Bastard besiegt die Franzosen in der Schlacht von Mortemer und entsendet einen Boten zum geschlagenen König Heinrich I., Darstellung aus den Chroniques de Saint-Denis, 14. Jh.

- Ende des Jahres: Der normannische Herzog Wilhelm der Bastard besiegt eine französische Koalition unter König Heinrich I. in der Schlacht von Mortemer vernichtend.

#### Schottland
- 27. Juli: Siward, Earl of Northumbria fällt in Schottland ein, um Malcolm Canmore, dem rechtmäßigen Thronfolger König Duncans, zu Hilfe zu eilen. Er besiegt Macbeth, der Malcolm vom Thron verdrängt hat, am Dunsinane Hill, dieser bleibt jedoch weiter an der Macht.

#### Iberische Halbinsel
- 15. September: García III., König von Navarra, fällt in der Schlacht bei Atapuerca gegen seinen Bruder Ferdinand I. von León und Kastilien. Nachfolger wird sein 14-jähriger Sohn Sancho IV. Garcés, doch Ferdinand erhält einen großen Teil seines bisherigen Staatsgebietes.

#### Afrika
- 1054, möglicherweise auch schon 1053: Die Almoraviden unter Yahya ibn Umar erobern das unter der Herrschaft der Magrawa stehende Sidschilmasa.

#### Asien
- Der Anführer der Seldschuken Tughrul Beg empfängt die Huldigungen aserbaidschanischer Würdenträger, wird aber in Manzikert von den Byzantinern in Schach gehalten.
- Rajadhiraja Chola, der Herrscher des tamilischen Chola-Reiches im Süden Indiens, fällt in der Schlacht von Koppam gegen die Chalukya. Sein Nachfolger Rajendra Chola II. übernimmt die Regierungsgeschäfte.
- Nach dem Tod von Lý Phật Mã tritt in Vietnam Lý Nhật Tôn, der dritte König der Lý-Dynastie, die Nachfolge an. Die offizielle Bezeichnung des Landes lautet ab jetzt Đại Việt.

#### Mesoamerika
Die Stadt Cuzcatlan in Mesoamerika im heutigen El Salvador wird der Legende nach von Toltekenkönig Cē Acatl Tōpīltzin Quetzalcōātl gegründet. Archäologische Funde in Antiguo Cuzcatlan und Izalco deuten allerdings darauf hin, dass die Pipil-Kultur in Cuzcatlan bereits vor dem Jahr 900 bestand, die Einwanderung der Nahua in dieses Gebiet also bereits deutlich vorher stattgefunden hat.

### Wissenschaft und Technik
- 4. Juli: Supernova 1054: Chinesische Astronomen berichten über eine Supernova im Sternbild Stier, die auch am Tag zu erkennen ist und heute den Krebsnebel bildet.

### Religion

#### Buddhismus

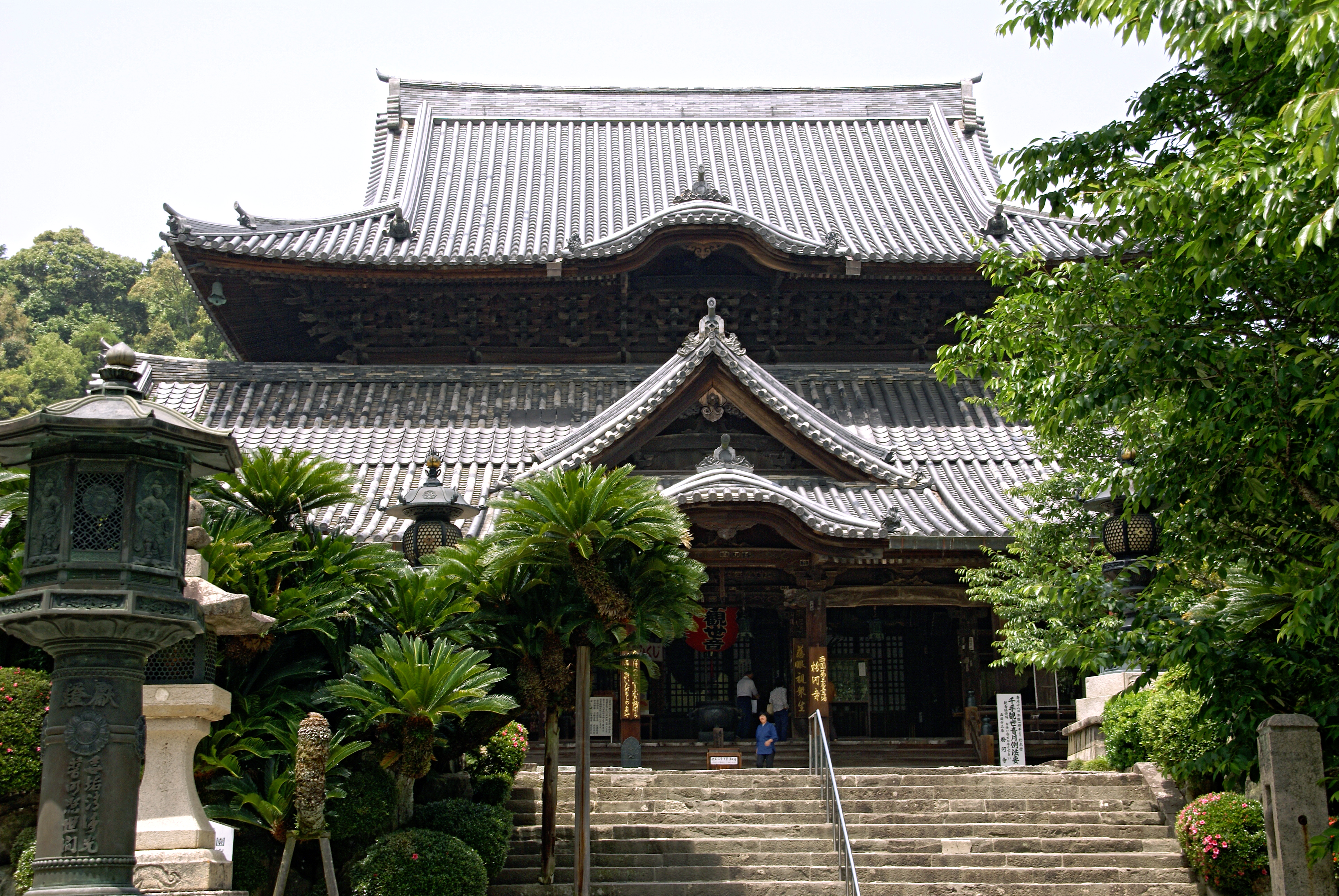
Haupthalle des Kokawa-dera

Der angeblich im Jahr 770 gegründete japanische buddhistische Tempel Kokawa-dera wird erstmals urkundlich erwähnt.

#### Christentum

##### Papsttum

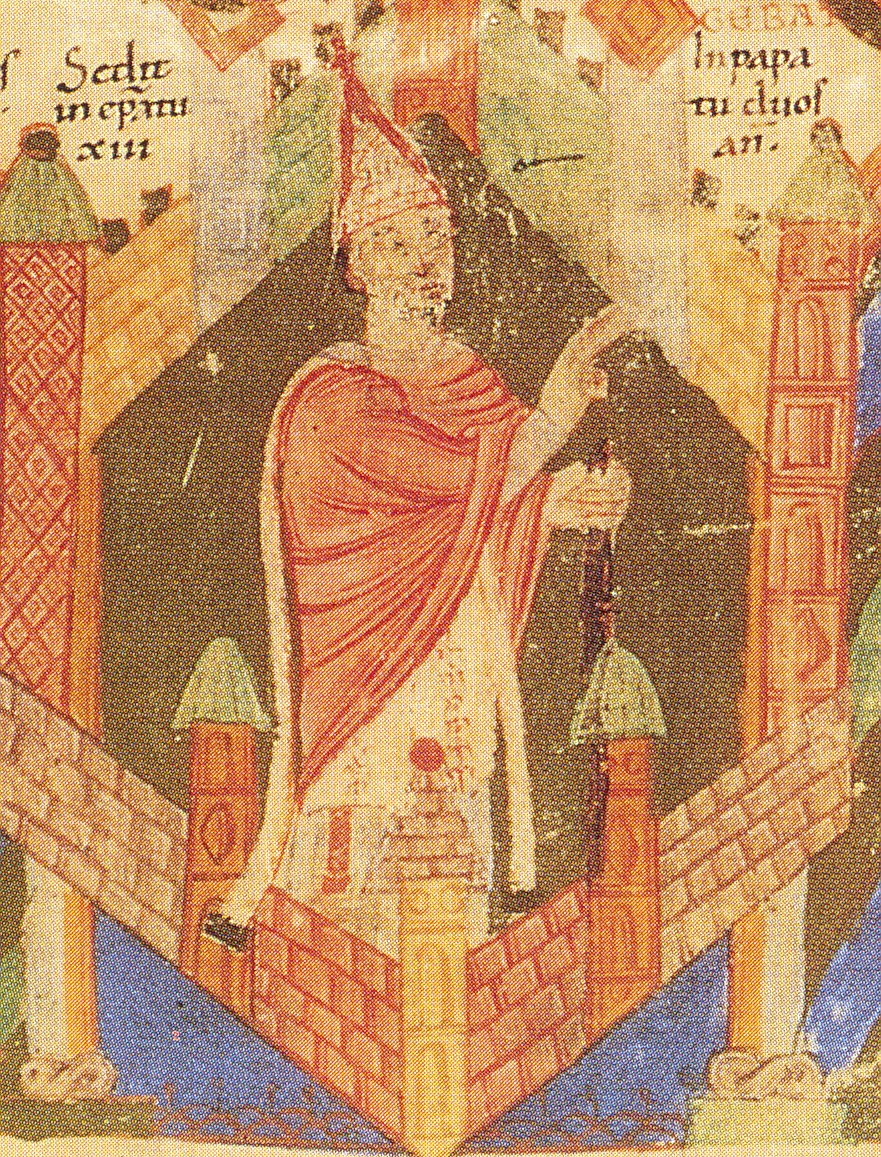
Gebhard I. in der Darstellung im Pontifikale Gundekarianum (1071/72)

Nach fünfjähriger Amtszeit stirbt am 19. April Papst Leo IX. in Rom, vermutlich an Malaria. Erst einen Monat zuvor ist er aus seiner Gefangenschaft nach der Niederlage im Vorjahr in der Schlacht von Civitate von den Normannen freigelassen worden. Mit einer römischen Gesandtschaft unter dem Vorsitz des Diakons Hildebrand berät Kaiser Heinrich III. daraufhin auf einem Hoftag in Mainz über die Neubesetzung. Der Kaiser nutzt sein Designationsrecht und schlägt im September Gebhard I., Bischof von Eichstätt, als Nachfolger Leos vor. Gebhard knüpft jedoch Bedingungen an die Annahme des Amtes und erbittet sich Bedenkzeit. Er fordert von Heinrich nicht nur die Rückgabe von Kirchengütern, sondern auch die Beibehaltung seines Bistums, eine zu dieser Zeit durchaus übliche Praxis. Das Amt des Bischofs von Rom ist damit Ende des Jahres immer noch vakant.

##### Morgenländisches Schisma
Der päpstliche Gesandte Humbert von Silva Candida legt am 16. Juli eine Bannbulle für Patriarch Michael I. in der Hagia Sophia in Konstantinopel nieder. Die führt zum Morgenländischen Schisma, der Spaltung des Christentums in orthodoxe und katholische Kirche, als Endpunkt einer jahrhundertelangen Entwicklung, in der sich Ost- und Westhälfte des ehemaligen römischen Reiches in politischer und kultureller Hinsicht immer mehr auseinandergelebt haben.

##### Konzil von Narbonne
In Narbonne eröffnet am 25. August das 10. Konzil. Es kodifiziert die Waffenruhe Gottes (treuga) und den Gottesfrieden (pax dei), Privatfehden werden verboten. Das Töten eines Christen wird mit dem Vergießen des Blutes Jesu Christi gleichgesetzt. Im Anschluss geht von Südfrankreich eine Friedensbewegung aus, die Spanien, die Normandie, Deutschland und Italien erreicht.

##### Kirchenhierarchie
Am 8. März stirbt in Hildesheim der dortige Bischof Azelin. Sein Nachfolger als Bischof von Hildesheim wird im Mai der Propst der Pfalzkirche St. Simon und Judas zu Goslar und Kanzler für Italien, Hezilo. Die Weihe erfolgt am 15. Oktober.

### Katastrophen
Wegen ausbleibender Hochwasser des Nils kommt es in Ägypten zu einer Hungersnot. Der byzantinische Kaiser Konstantin IX. sendet Getreidelieferungen in das befreundete Nachbarland.

## Geboren
- 2. September: Sukjong, 15. König des koreanischen Goryeo-Reiches († 1105)
- al-Hariri, arabischer Dichter und Grammatiker († 1122)
- Judith von Lens, Nichte von Wilhelm dem Eroberer († nach 1086)
- Judith von Ungarn, Königin von Ungarn und Herzogin von Polen († 1092/1096)
- Langri Thangpa Dorje Sengge, Lehrer der Kadam-Tradition des tibetischen Buddhismus († 1123)
- Robert II., Herzog der Normandie († 1134)

## Gestorben

### Todesdatum gesichert

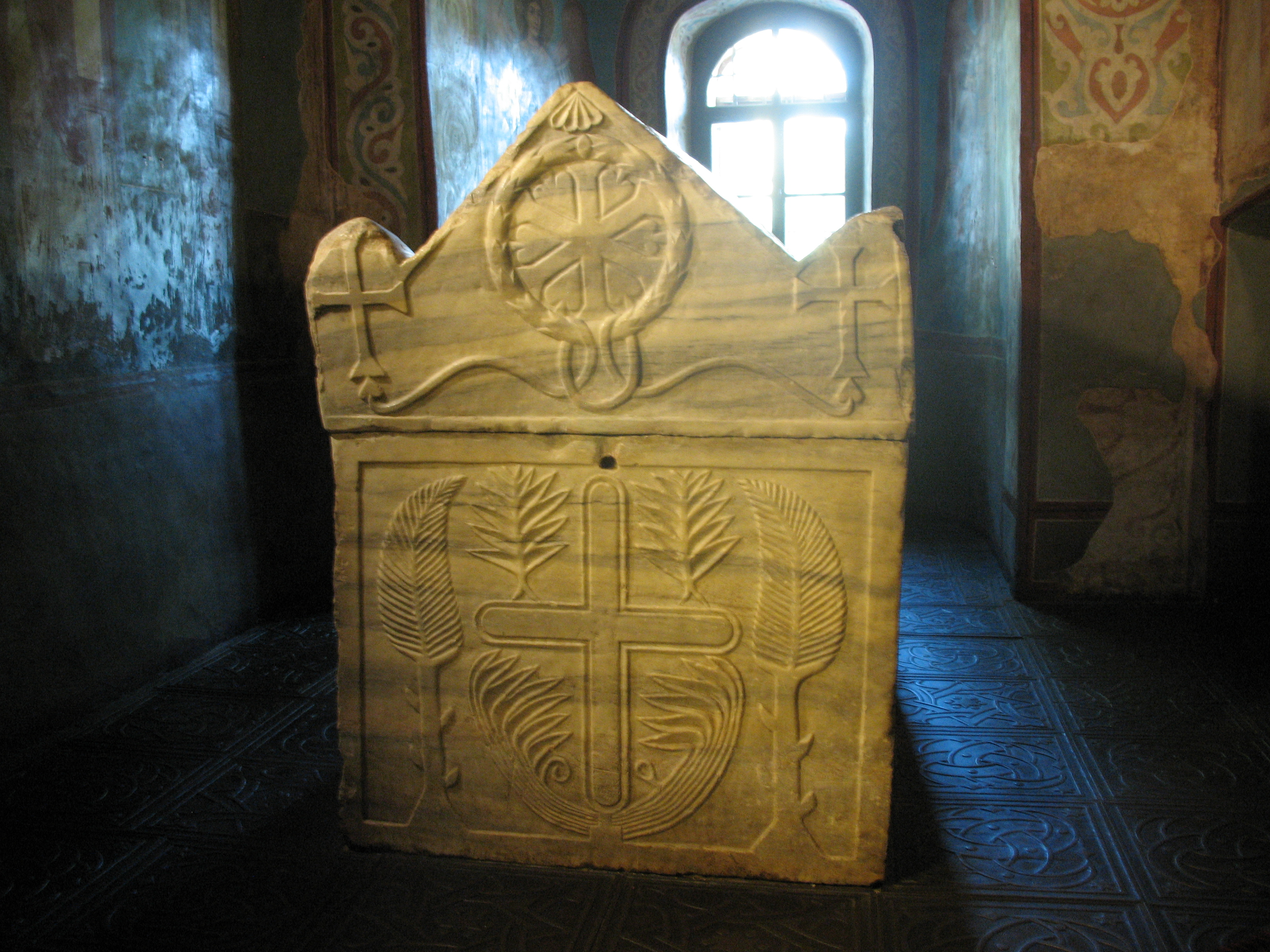
Sarkophag Jaroslaws des Weisen

- 20. Februar: Jaroslaw der Weise, Großfürst von Kiew (* 979/986)
- 8. März: Azelin, Bischof von Hildesheim (* vor 1000)
- 19. April: Leo IX., Papst (* 1002)
- 19. Juni: Lambert II., Graf von Löwen
- 19. Juli: Bernulf, Bischof von Utrecht
- 31. August: Kunigunde von Altdorf, Gräfin, Stammmutter der jüngeren Welfen (* um 1020)
- 15. September: García III., König von Navarra
- 24. September: Hermann von Reichenau, Mönch, Historiker, Schriftsteller, Komponist, Mathematiker und Astronom (* 1013)

### Genaues Todesdatum unbekannt
- Atisha, Abt der Klosteruniversität von Vikramashila in Indien (* 980)
- Lambert, Graf von Lens
- Rajadhiraja Chola, Herrscher des tamilischen Chola-Reiches (* 1018)

### Gestorben um 1054
- Wilfried von Besalú, Bischof von Besalú